# Visor, romanser och ballader
Visor, romanser och ballader samt andra dikter är en samling av just visor, romanser och ballader av den svenske poeten och psalmförfattaren Carl David af Wirsén. Boken gavs ut av Hugo Gebers förlag 1899.
Boken består av 320 sidor, av vilka de första 92 består av enskilda dikter. Den andra delen kallas "Romanser om Birgitta", vilket syftar på Heliga Birgitta: romanserna i delen har titlarna Finsta, Ulfåsa, Alvastra, Vadstena, Rom, Neapel, Jerusalem, Rom, Vadstena, Vadstena och Filippa. Den tredje delen heter "Ur Hemming Gadds liv", och innehåller många dikter, vartefter "Genljud från söder" avslutar de enskilda dikterna. Från sidan 297 till 320 löper långa diktsjok, i delarna "Nära sekelslutet" mellan 297 och 306 och "Det inre lifvet" mellan 309 och 320.
En stor del av verkets dikter innehåller referenser till, handlar om eller har religion, kristendom och Gud som tema.